# Adrià Figueras
Adrià Figueras Trejo (Barcelona, 31  de agosto de 1988) es un jugador de balonmano español que juega como pivote en el C' Chartres MHB de la LNH. Es internacional con la selección de balonmano de España, con la que debutó en la fase de clasificación para el Campeonato Europeo de Balonmano Masculino de 2018. Fue nombrado MVP de la Liga ASOBAL 2015-16 y mejor pivote de dicha temporada.
Su primer gran campeonato con la selección fue el Campeonato Mundial de Balonmano Masculino de 2017.
Con la selección ha ganado la medalla de oro en el Campeonato Europeo de Balonmano Masculino de 2018 y en el Campeonato Europeo de Balonmano Masculino de 2020.

## Clubes
- Balonmano Ciudad de Almería
- FC Barcelona (2013 - 2014)
- Club Balonmano Granollers (2014 - 2020)[9]
- HBC Nantes (2020-2021)
- C' Chartres MHB (2021- )

## Palmarés

### Selección nacional
| Juegos Olímpicos     | Juegos Olímpicos          | Juegos Olímpicos  | Juegos Olímpicos |
| Año                  | Lugar                     | Medalla           |                  |
| -------------------- | ------------------------- | ----------------- | ---------------- |
| 2020                 | Tokio                     | Medalla de bronce |                  |
| 2024                 | París                     | Medalla de bronce |                  |
| Campeonato Mundial   |                           |                   |                  |
| Año                  | Lugar                     | Medalla           |                  |
| 2021                 | Egipto                    | Medalla de bronce |                  |
| 2023                 | Polonia y Suecia          | Medalla de bronce |                  |
| Campeonato Europeo   |                           |                   |                  |
| Año                  | Lugar                     | Medalla           |                  |
| 2018                 | Croacia                   | Medalla de oro    |                  |
| 2020                 | Austria, Noruega y Suecia | Medalla de oro    |                  |
| 2022                 | Hungría y Eslovaquia      | Medalla de plata  |                  |
| Juegos Mediterráneos |                           |                   |                  |
| Año                  | Lugar                     | Medalla           |                  |
| 2018                 | Tarragona                 | Medalla de bronce |                  |

### Consideraciones individuales
- MVP de la Liga ASOBAL (2): 2016 y 2018
- Mejor Pivote de la Liga ASOBAL (3): 2016, 2017 y 2018